# 選拔高等學校棒球大會

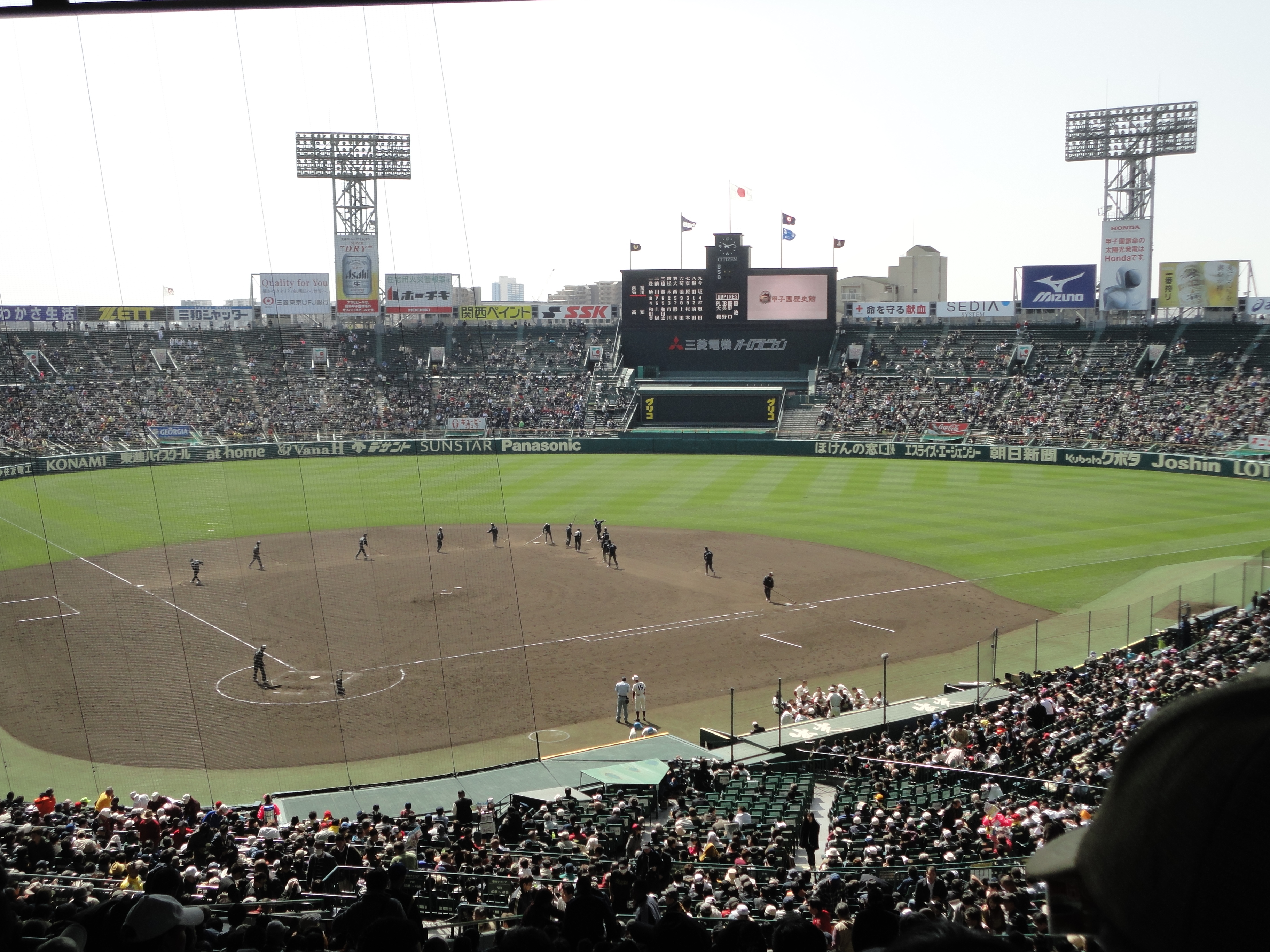
第85屆春季甲子園

選拔高等學校棒球大會（日语：／ senbatsu kōtōgakkō yakyū taikai */?），是日本的全國高中棒球賽事之一，簡稱「選拔」（センバツ），每年3月下旬至4月間於兵庫縣西宮市的阪神甲子園球場舉行，由每日新聞社與日本高等学校棒球联盟共同主辦；為區別於同樣在該球場舉行的全國高等學校棒球錦標賽（夏季甲子園），本大會常被稱為「春季甲子園」（春の甲子園）或「春季大會」（春の大会）。
與夏季甲子園不同，參賽隊伍不完全由比賽產生，而是由選考委員會依據各校在地方賽事的表現選出。每屆冠軍隊伍會被授予藍紫色的優勝旗，並於隔年賽事開始時歸還。
在屆數為5的倍數時，則會增加選入球隊，擴大賽事規模舉辦紀念大會。

## 概要
最初在1924年，由每日新聞社發起，在愛知縣名古屋市舉辦了第一屆的「全國選拔中等學校棒球大會」，自第二屆起開始在甲子園比賽。
日本放送協會（NHK）自1954年起開始對該賽事進行電視轉播，與夏季甲子園一樣，電視轉播訊號除覆蓋日本全國外，還通過NHK World向海外觀眾進行轉播。關西地方的每日放送（MBS）也會進行對當地的電視和廣播轉播。
雖然日本的學制中，新的學年是從四月開始，而本賽事通常於三月中開始進行，至三月底或是四月初結束；在賽程的大部分期間裡，參賽學生雖然尚未升入新的學年，不過轉播單位在播報選手的年級時，都會直接使用新學年的年級，因此在轉播中的參賽選手只會有二年級跟三年級的學生。

## 選拔方式
每年賽事的參賽隊伍是由日本高等學校棒球聯盟組織的出場校選考委員會依據以下原則選出：
1. 在該年度符合高等學校棒球大會參賽資格。
2. 未違反學生棒球憲章之精神。
3. 符合高等學校棒球之校風、品行、技術，由各都道府縣高等學校棒球聯盟推薦學校中，考量地區因素後選出。
4. 考量進入球隊成員換屆後的成績，但比賽結果不論勝負都僅做為參考。
5. 無資格賽，前一年秋季大會成績僅做為參考資料。

但也由於後三點原則並無明確的準則，完全憑選考委員的主觀判斷，因此在選拔結果上偶會出現爭議。
選入出賽的隊伍也將獲得22人（負責教師、教練及20位選手）的交通及住宿補貼：交通補貼為自該校最近的火車站至大阪車站的往返普通車票（包含特急、急行、新幹線車資），如位於離島的學校，也會補貼搭乘渡輪的普通二等船票，北海道及沖繩縣的學校則是補貼飛機機票；住宿補貼則依據參賽時程，會提供自開幕彩排前一日至該隊最後一場賽事當日的補貼。
目前選拔方式分為「一般選考組」和「21世紀組」，其中一般選考組（包含明治神宮大會名額）共有30名額，21世紀組則有2個名額。

### 一般選考組
一般選考組將29個名額分配至全日本的十個地區中，而獲得前一年明治神宮棒球大會優勝學校之所在地區，可獲得額外的一席名額。
| 地區             | 所屬都道府縣                                                    | 名額 | 名額 | 備註                                                 |
| ---------------- | --------------------------------------------------------------- | ---- | ---- | ---------------------------------------------------- |
| 北海道           | 北海道                                                          | 1    | 1    |                                                      |
| 東北             | 青森縣、岩手縣、秋田縣、宮城縣、山形縣 福島縣                   | 3    | 3    |                                                      |
| 關東             | 栃木縣、茨城縣、千葉縣、山梨縣、群馬縣 埼玉縣、神奈川縣         | 4    | 1    | 另有一個與東京都共用名額。                           |
| 東京             | 東京都                                                          | 1    | 1    | 另有一個與關東地區共用名額。                         |
| 北信越           | 新潟縣、石川縣、福井縣、長野縣、富山縣                          | 2    | 2    |                                                      |
| 東海             | 愛知縣、靜岡縣、岐阜縣、三重縣                                  | 3    | 3    |                                                      |
| 近畿             | 和歌山縣、兵庫縣、滋賀縣、奈良縣、京都府 大阪府                 | 6    | 6    |                                                      |
| 中國             | 島根縣、山口縣、廣島縣、鳥取縣、岡山縣                          | 2    | 2    |                                                      |
| 四國             | 德島縣、香川縣、愛媛縣、高知縣                                  | 2    | 2    |                                                      |
| 九州             | 沖繩縣、宮崎縣、鹿兒島縣、佐賀縣、大分縣 熊本縣、福岡縣、長崎縣 | 4    | 4    |                                                      |
| 明治神宮大會名額 | 明治神宮大會名額                                                | 1    | 1    | 分配給獲得前一年明治神宮棒球大會優勝學校之所在地區。 |

除了北海道與東京外，其餘區域均以地區而非府縣為單位，因此與夏季甲子園不同，一定會出現有府縣沒有任何學校參賽，反之也有可能會出現同一都道府縣同時有兩支以上學校參賽的情況。
由於選拔是參考前一年的各地區秋季大賽內容，因此在各地區的選考結果通常都會是下列學校：
- 秋季北海道大會（日语：秋季北海道高等学校野球大会）：優勝學校。
- 秋季東北地區大會（日语：秋季東北地区高等学校野球大会）：進入決賽的兩所學校，及其中一所止步於四強的學校。
- 秋季關東地區大會（日语：秋季関東地区高等学校野球大会）：進入四強的學校。
- 秋季東京都大會（日语：秋季東京都高等学校野球大会）：優勝學校。
- 秋季東海地區大會：進入決賽的兩所學校及其中一所止步於四強的學校。
- 秋季北信越地區大會（日语：北信越地区高等学校野球大会）：進入決賽的兩所學校。
- 秋季近畿地區大會（日语：秋季近畿地区高等学校野球大会）：進入四強的學校，及其中兩所止步於八強的學校。
- 秋季中國地區大會（日语：中国地区高等学校野球大会）：進入決賽的兩所學校。
- 秋季四國地區大會（日语：秋季四国地区高等学校野球大会）：進入決賽的兩所學校。
- 秋季九州地區大會（日语：九州地区高等学校野球大会）：進入四強的學校。

由於關東地區與東京都有一個共用名額，所以選考委員會也會由關東止步於八強的四校及東京決賽敗退的學校共五校中選出一校參賽。
但由於主辦單位始終強調秋季大賽之賽事成績僅做為選拔的參考，實際上有時也會出現有未依照前述慣例之選拔結果。
在選出參賽學校的同時，同時也會在各地區選出一至兩所備取學校，當選拔學校無法參賽時，就由各地區之備取名單依序遞補。

### 21世紀組
21世紀組則是針對克服球員不足、場地環境困難、地域特性等不利因素，或透過棒球以外方式對社區做出貢獻，足以成為模範的學校進行選拔。
首先由各都道府縣的高等學校棒球聯盟針對前一年各都道府縣秋季大會中，進入前32強或16強（超過128所學校參賽的都道府縣為32強，128所以下時則是16強）的學校中，針對21世紀組名額推薦一所學校；各都道府縣的推薦校再以地區為單位，由日本高等學校棒球聯盟分別在九個地區（東京都算入關東地區）中，從各都道府縣推薦校選出一校成為21世紀組候補校；出場校選考委員會則將自這九所候補校中選出參賽學校。
在選出參賽學校的同時，同時也會選出一至兩所的備取學校，當21世紀組的選拔學校無法參賽時，就由備取名單依序遞補。

## 優勝隊伍
優勝校隊伍可以獲得一面紫色優勝旗及優勝獎盃杯、優勝獎章，準優勝隊伍則可獲得準準優勝旗及準優勝獎章，優勝旗、優勝獎盃及準優勝及在隔年的下屆賽事時需要歸還給大會，但同時大會也會再發回一份複製品。